# Salvia funerea
Salvia funerea es una planta perenne de la familia de las lamiáceas. Es originaria de la región del Death Valley en el este de California y oeste de Nevada. La planta se puede encontrar en las paredes de los cañones la piedra caliza. 

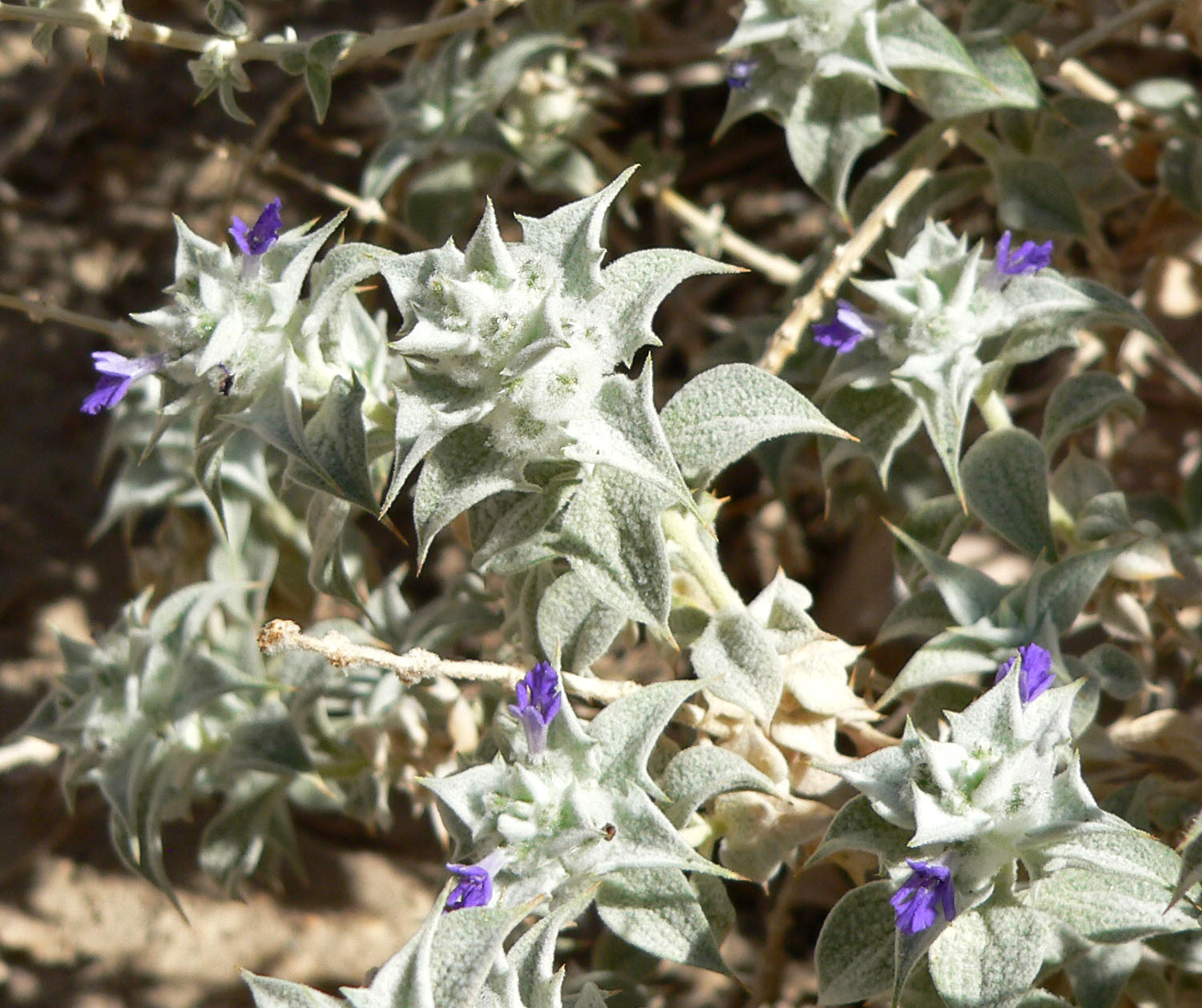
Detalle de la planta

## Descripción
Este arbusto produce muchas ramas revestidas de fibras de lana blanca y puede exceder de un metro de altura. Las hojas se inclinan con espinas. Las flores se producen en grupos de tres en cada axila de la hoja. La corola es tubular de color púrpura o azul y mide entre uno y dos centímetros de largo y están rodeados por los cálices de sépalos con espinas. Está estrechamente relacionado con Salvia greatae.

## Taxonomía
Salvia funerea fue descrita por Marcus Eugene Jones y publicado en Contributions to Western Botany 12: 71–72. 1908.
Etimología
Ver: Salvia
funerea: epíteto geográfico que se refiere al lugar donde se encontró la planta por primera vez, en Funeral Mountains en la frontera entre California y Nevada.
Sinonimia
- Salvia funerea var. fornacis Jeps.[3][4]